# Hesperolpium slevini
Hesperolpium slevini es una especie de arácnido del orden Pseudoscorpionida de la familia Olpiidae.

## Distribución geográfica
Se encuentra en Arizona, California y México.